# Yarin
Yarin est une localité située dans le département de Toéni de la province du Sourou dans la région de la Boucle du Mouhoun au Burkina Faso.

## Géographie
Le village de Yarin, ainsi que celui de Pérèga, sont administrativement rattachés à Loroni.

## Santé et éducation
Le centre de soins le plus proche de Yarin est le centre de santé et de promotion sociale (CSPS) de Loroni tandis que le centre médical avec antenne chirurgicale se trouve à Tougan.
Le village ne possède pas d'école primaire, les élèves devant aller à Loroni.